# Rauisuchidae
De Rauisuchidae zijn een groep van uitgestorven reptielen, behorend tot de Archosauria en samen met de krokodilachtigen meer bepaaldelijk deel uitmakend van de Crurotarsi. Deze roofdieren leefden op het land en de rauisuchiden waren robuust en sterk gebouwd. Daarnaast hadden ze een grote kop, vele dodelijke tanden en grote klauwen.
De familie Rauisuchidae werd in 1942 door Friedrich von Huene benoemd om Rauisuchus een plaats te geven. Tot de groep werden verschillende soorten toegeschreven, zo verschillend zelfs dat ze polyfyletisch werd. De eerste exacte definitie als klade was door Paul Sereno in 2005: de groep bestaande uit Rauisuchus tiradentes (Von Huene 1936) en alle soorten nauwer verwant aan Rauisuchus dan aan Aetosaurus ferratus (Fraas 1877), Prestosuchus chiniquensis (Huene 1942), Poposaurus gracilis (Mehl 1915), en de nijlkrokodil Crocodylus niloticus (Laurenti 1768).
De rauisuchiden waren wijdverspreid over de wereld tijdens het Trias. De bekendste traditionele soort was Postosuchus uit Noord-Amerika, maar die wordt tegenwoordig meestal tot de Poposauridae gerekend. Andere soorten dan Rauisuchus zelf zijn Fasolasuchus en Lotosaurus. Aanvankelijk waren de rauisuchiden een van de belangrijkste groepen roofdieren van het Trias, maar uiteindelijk zouden de dinosauriërs deze reptielen opvolgen als heersers van de wereld. De eerste dinosauriërs als Eoraptor en Herrerasaurus waren tweevoetig en gebouwd om te rennen. Ze waren in ieder geval veel wendbaarder dan de met meer gespreide benen lopende rauisuchiden. Onduidelijk is of ze ook sneller waren. Veel hangt daarbij af van de nog onbeantwoorde vraag hoe hoog de stofwisseling van de Rauisuchidae was. Er zijn aanwijzingen, zoals de aantalsverhouding tussen prooi en roofdier en de geavanceerde bouw van het hart bij krokodillen, dat alle Archosauria een verhoogde stofwisseling hadden. Uiteindelijk stierven de rauisuchiden wellicht volledig uit aan het einde van het Trias samen met vele andere groepen; kennelijk stortte om de een of andere reden het ecosysteem over de hele planeet ineen. Toppredatoren, zoals de Rauisuchidae, zijn dan altijd bijzonder kwetsbaar.